# Gregorio Pérez Demaría
Gregorio Pérez Demaría, apodado "el Cainejo" (Caín, León, España 1853 - íd. 9 de julio de 1913), pastor, guarda y guía español.
Fue un cazador y pastor de los Picos de Europa, más concretamente cainejo (de Caín, en el ayuntamiento de Posada de Valdeón), que se hizo famoso por acompañar y hacer de guía a don Pedro Pidal, Marqués de Villaviciosa, en la primera ascensión al Pico Urriellu o Naranjo de Bulnes el día 5 de agosto de 1904 por su cara norte (por la vía conocida actualmente como Vía Pidal-Cainejo). Es fama que realizó descalzo la ascensión. En Caín se erigieron varios monolitos en su memoria dedicándole una calle. Existe también una calle con su nombre en la capital leonesa. 
El Cainejo había hecho la segunda escalada absoluta a Torre Santa, la cumbre más elevada del macizo occidental de los Picos de Europa, siguiendo el itinerario de la Canal Estrecha, que constituía la primera ascensión de este recorrido.  Dos días antes de su escalada al Naranjo de Bulnes, repitió este itinerario con don Pedro Pidal, habiendo ascendido previamente a la Peña Santa de Enol en esa misma jornada en la que salieron de la Vega de Ario.
Posteriormente fue nombrado guarda mayor del Coto Real de los Picos de Europa.
Las dos primeras mujeres en ascender al Naranjo de Bulnes fueron dos nietas suyas, María Isabel Pérez Pérez y Teófila Gao Pérez, primas entre sí, que escalaron el Picu Urriellu con tan sólo una semana de diferencia (el 31 de julio y el 6 de agosto).